# Black Veil Brides
Black Veil Brides ist eine US-amerikanische Metalband, die seit September 2009 bei Standby Records sowie den Labels Lava Music und Universal Republic Records unter Vertrag steht.

## Geschichte

### Frühe Jahre (2006–2008)
Black Veil Brides wurde 2006 von Andrew Biersack, Johnny Herold und Phil „Catalyst“ Cendella gegründet. Etwas später kamen Nate Shipp und Chris Riesenberg hinzu, die über Myspace mit der Band Kontakt aufnahmen. Nate Shipp wurde zum Haupttexter von Black Veil Brides. Während Andrew Biersacks Texte eher persönlicher Natur waren, schrieb Shipp eher dunkle, poetische Texte.
Nachdem die Gruppe einige Shows in ihrer Heimatstadt gespielt hatte und sich ins Studio für erste professionelle Songs und auch ein Musikvideo begab, bemerkte Biersack eine wachsende Distanz zwischen ihm und Nate. Musikalische und persönliche Differenzen waren schließlich für einen Split verantwortlich. Im Laufe der Zeit wurde das Line-up mehrfach umgestellt. Mittlerweile ist Biersack das einzige verbliebene Originalmitglied.

### We Stitch These Wounds(2009–2010)
2009 zog Biersack nach Los Angeles und versuchte dort die Band neu zu gründen. Seinen Namen änderte er in dieser Zeit zu Andy Sixx. Im August 2009 bestand die Band aus Chris „Hollywood“ Bluser an der Gitarre, Sandra Alvarenga am Schlagzeug, David „Pan“ Burton ebenfalls als Gitarrist und Ashley Purdy als Bassist. Schon bevor die Band den Einstieg in die nationalen Charts schaffte, wurde sie durch ihre Single Knives and Pens bekannt. Am 17. Juni 2009 wurde Black Veil Brides’ erstes Musikvideo Knives and Pens auf YouTube veröffentlicht und erreichte innerhalb kürzester Zeit 26.000 Zugriffe.
Kurz nach der Aufnahme des Videos zu Knives and Pens verließ Chris Bluser die Band, Jinxx ersetzte ihn kurz darauf als Gitarrist. Im November 2009 verließ außerdem Pan die Band. Er und Bluser gründeten daraufhin die Band House of Glass. Pan wurde von Jake Pitts, einem guten Freund von Jinxx, ersetzt. 2010 erschien die EP Sex & Hollywood im Selbstverlag.
Kurz nach Pans Ausscheiden stellten die Black Veil Brides mit der On Leather Wings Tour ihre erste Tour auf die Beine. Das Debütalbum, We Stitch These Wounds, erschien am 20. Juli 2010 über StandBy Records.

### Set the World on Fire(2010–2012)
Anfang September 2010 entschied sich auch Sandra dazu, die Band zu verlassen, um sich auf ihre eigene Musikkarriere zu konzentrieren (sie spielt derzeit bei der Post-Hardcore-Band Modern Day Escape). Ersetzt wurde sie durch den Drummer Christian „CC“ Coma, mit welchem Anfang 2011 bereits ihr zweites Studioalbum Set the World on Fire aufgenommen wurde.
Black Veil Brides spielten 2011 auf einer Reihe von Festivals. So spielte die Gruppe am 1. Mai 2011 auf der Jumbo Stage bei The Bamboozle mit Attack Attack! und A Day to Remember. Am 4. Juni 2011 spielte die Band auf Rock am Ring, wo die Gruppe auf der Clubstage mit August Burns Red, All That Remains, Framing Hanley, K.I.Z, We Butter the Bread with Butter und Silverstein spielte. Am 12. Juni 2011 folgte ein Auftritt auf dem Download-Festival in Großbritannien. Dort spielten sie auf der zweiten Bühne vor Bands wie Rob Zombie, Buckcherry, Turisas und Yashin.
Das Titelstück des Albums Set the World on Fire wurde 2012 im Soundtrack des Films Transformers 3 verwendet. Im Sommer 2012 musste die Gruppe aufgrund des Todes von Andrew Biersacks Großvater die letzten Shows ihrer Europa-Tournee als Support von Slash und Mötley Crüe in Paris, Basel, Straßburg und Bamberg absagen. Auch waren Auftritte auf dem Graspop Metal Meeting und dem Gods of Metal Festival in Italien davon betroffen.

### Wretched and Divine (The Story of the Wild Ones)(2012–2013)
Am 8. Oktober 2012 gab die Gruppe das Cover und den Titel des dritten Studioalbums bekannt. Es heißt Wretched and Divine (The Story of the Wild Ones) und erschien am 7. Januar 2013. Das Album stellt ein reines Konzeptalbum in Form einer Rockoper dar und handelt von der Rebellengruppe The Wild Ones, die sich gegen ihre Gegner F.E.A.R. verteidigen müssen. Produziert wurde das Album von John Feldmann. Ursprünglich sollte das Album am 30. Oktober 2012 herausgebracht werden, jedoch wurde das Veröffentlichungsdatum auf Anfang Januar 2013 verschoben.
Es wurde ein Film gedreht, welcher auf einer Bonus-DVD auf der Deluxe-Edition des Albums zu finden ist. Der Titel des etwa einstündigen Filmes heißt Legion of the Black und wurde drei Tage lang im The Silent Movie Theater in Los Angeles ausgestrahlt.
Im Juli und August 2013 spielte die Band auf der Warped Tour in den Vereinigten Staaten und in Kanada.

### Black Veil Brides(seit 2014)

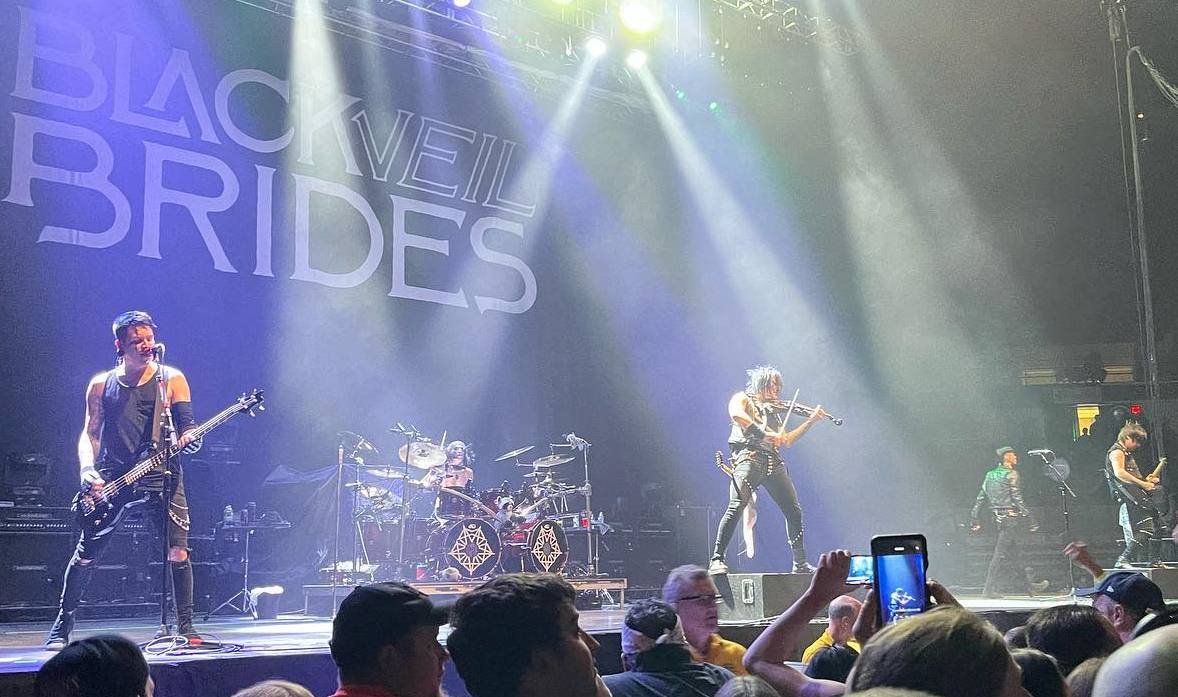
Black Veil Brides (2022)

Anfang des Jahres 2014 kündigte die Gruppe ihr viertes Album an, das am 28. Oktober 2014 veröffentlicht werden soll. In einem Interview mit PitCam.tv hieß es, dass die Aufnahmearbeiten im Studio im Sommer beendet sein würden. Mit Heart of Fire und Faithless wurden zwei Singles vorab ausgekuppelt. Black Veil Brides erschien am 27. Oktober 2014 und stieg in den USA auf Platz 10 ein. Im Vereinigten Königreich belegt das Album Platz 17. Im Juni 2015 soll die erste Live-DVD der Band erscheinen. Hierfür nahm die Band ihr Konzert vom 1. November 2014 im Wiltern Theater in Los Angeles auf.
Am 12. August 2014 wurde eine mehrwöchige Konzertreise durch die Vereinigten Staaten bekanntgegeben bei der Black Veil Brides von Falling in Reverse und Set It Off begleitet werden. Die Tournee läuft vom 21. Oktober 2014 bis zum 15. Dezember 2014. Im Februar und März 2015 startet der zweite Teil der Nordamerika-Tournee mit Ghost Town und Memphis May Fire als Vorgruppen.
Andy Biersack bestätigte Ende 2016, dass das fünfte Album 2017 erscheinen wird.
Am 26. Juli 2020 erscheint über Sumerian Records mit Re-Stitch These Wounds eine komplett neue Version des Debütalbums We Stitch These Wounds, welches vor zehn Jahren erstmals veröffentlicht wurde. Hierzu wurde eine Neuaufnahme des Liedes Sweet Blasphemy aus diesem Album als erste Single herausgegeben.

## Stil
Das Image lehnte sich, besonders in den frühen Jahren, an der Emoszene an. Der Musikstil der Band, insbesondere auf dem ersten Album, ist eine Mischung aus Metalcore/Screamo im Stile von Bullet for My Valentine und Avenged Sevenfold und Metal im Stile des Schwarzen Albums von Metallica. Das zweite Album ist stärker im Hard-Rock verwurzelt und lehnt sich neben Metallica auch an Kiss und Mötley Crüe an, wobei der Gesang von Biersack weiterhin zwischen klarem Gesang und kreischendem Screams pendelt. Vereinzelt sind außerdem Elemente des Power Metals in der Musik zu finden.

## Name
Der Name Black Veil Brides ist laut Ashley Purdy ein Begriff aus der römisch-katholischen Kirche. Wenn eine Frau im Mittelalter Nonne wurde, all ihre weltlichen Freuden aufgegeben und ihr Leben Gott gewidmet hatte, wurde sie als black veil(ed) bride (black veil, deutsch: „schwarzer Schleier“) bezeichnet. Für die Band bezeichnet der Name außerdem die positiven und negativen Seiten des Lebens: den weißen Schleier bei einer Hochzeit und den schwarzen Schleier der Trauer.

## Bandmitglieder
* Hintergrundgesang

## Diskografie

### Alben
| Jahr | Titel Musiklabel                                             | Höchstplatzierung, Gesamtwochen, AuszeichnungChartplatzierungen (Jahr, Titel, Musiklabel, Platzierungen, Wochen, Auszeichnungen, Anmerkungen) | Höchstplatzierung, Gesamtwochen, AuszeichnungChartplatzierungen (Jahr, Titel, Musiklabel, Platzierungen, Wochen, Auszeichnungen, Anmerkungen) | Höchstplatzierung, Gesamtwochen, AuszeichnungChartplatzierungen (Jahr, Titel, Musiklabel, Platzierungen, Wochen, Auszeichnungen, Anmerkungen) | Höchstplatzierung, Gesamtwochen, AuszeichnungChartplatzierungen (Jahr, Titel, Musiklabel, Platzierungen, Wochen, Auszeichnungen, Anmerkungen) | Höchstplatzierung, Gesamtwochen, AuszeichnungChartplatzierungen (Jahr, Titel, Musiklabel, Platzierungen, Wochen, Auszeichnungen, Anmerkungen) | Anmerkungen |
| Jahr | Titel Musiklabel                                             | DE | AT | CH | UK | US | Anmerkungen |
| ---- | ------------------------------------------------------------ | --- | --- | --- | --- | --- | --- |
| 2010 | We Stitch These Wounds StandBy Records                       | — | — | — | UK— SilberUK | US36 (3 Wo.)US | Erstveröffentlichung: 20. Juli 2010 Verkäufe: + 60.000; Wiederveröffentlichung 2020 als Re-Stitch These Wounds |
| 2011 | Set the World on Fire Lava Records                           | — | — | — | UK54 Silber · (1 Wo.)UK | US17 (7 Wo.)US | Erstveröffentlichung: 14. Juni 2011 Verkäufe: + 60.000                                                         |
| 2013 | Wretched and Divine: The Story of the Wild Ones Lava Records | — | AT74 (1 Wo.)AT | — | UK20 Silber · (1 Wo.)UK | US7 (21 Wo.)US | Erstveröffentlichung: 8. Januar 2013 Verkäufe: + 60.000                                                        |
| 2014 | Black Veil Brides IV Lava Records                            | DE75 (1 Wo.)DE | AT48 (1 Wo.)AT | — | UK17 (2 Wo.)UK | US10 (4 Wo.)US | Erstveröffentlichung: 27. Oktober 2014                                                                         |
| 2018 | Vale Lava Records                                            | DE55 (1 Wo.)DE | AT29 (1 Wo.)AT | CH51 (1 Wo.)CH | UK23 (1 Wo.)UK | US14 (1 Wo.)US | Erstveröffentlichung: 12. Januar 2018                                                                          |
| 2021 | The Phantom Tomorrow Lava Records                            | DE77 (1 Wo.)DE | — | — | — | US176 (1 Wo.)US | Erstveröffentlichung: 29. Oktober 2021                                                                         |

### EPs
- 2007: Sex & Hollywood
- 2011: Rebels

### Singles
- 2009: Knives and Pens
- 2010: Perfect Weapon
- 2011: Fallen Angels (US: Gold)
- 2011: The Legacy
- 2011: Rebel Love Song
- 2012: Coffin
- 2012: In the End (UK: Silber, US: Platin)
- 2014: Heart of Fire
- 2014: Goodbye Agony
- 2017: The Outsider
- 2017: My Vow
- 2017: When They Call My Name
- 2017: The Last One
- 2020: Scarlet Cross
- 2021: Fields of Bone
- 2021: Crimson Skies
- 2021: Torch

## Auszeichnungen

### Musikverkäufe
| Goldene Schallplatte - Brasilien - 2024: für die Single In the End |

Anmerkung: Auszeichnungen in Ländern aus den Charttabellen bzw. Chartboxen sind in ebendiesen zu finden.
| Land/RegionAuszeichnungen für Musikverkäufe (Land/Region, Auszeichnungen, Verkäufe, Quellen) | Silber     | Gold     | Platin  | Verkäufe  | Quellen             |
| -------------------------------------------------------------------------------------------- | ---------- | -------- | ------- | --------- | ------------------- |
| Brasilien (PMB)                                                                              | —          | Gold1    | —       | 30.000    | pro-musicabr.org.br |
| Vereinigte Staaten (RIAA)                                                                    | —          | Gold1    | Platin1 | 1.500.000 | riaa.com            |
| Vereinigtes Königreich (BPI)                                                                 | 4× Silber4 | —        | —       | 380.000   | bpi.co.uk           |
| Insgesamt                                                                                    | 4× Silber4 | 2× Gold2 | Platin1 |           |                     |

### Musikpreise
- Alternative Press: Band of the Year Award[20]
  - 2011: gewonnen
- MTV Favorite Breakthrough[21]
  - 2011: „Band des Jahres“, nominiert
- Revolver Magazine’s 20 Best Albums
  - 2011: 5. Platz
- Revolver Magazine’s Golden God Awards[22]
  - 2011: „Best New Band“, gewonnen
- Revolver Magazine’s Song of the Year[23]
  - 2011: The Legacy, 2. Platz
- WGRD’s Favorite Listener Band of The Year[24]
  - 2011: Fallen Angels, 2. Platz
- Revolver Magazine’s Golden God Awards
  - 2012: „Best Guitarist“,(Jinxx & Jake Pitts) gewonnen